# エイチームライフデザイン
株式会社エイチームライフデザイン（英称：Ateam LifeDesign Inc.）は、引越し侍の運営を行う企業である。本社は名古屋に所在。エイチームの子会社。

## 概要
2013年8月に株式会社エイチームから引越し関連事業を分離され、独立分社化。
「引越し侍」では、最大10社の引越し業者からメールや電話で見積もりが届く「一括見積もりサービス」のほか、口コミや料金で引越し業者を比較してそのままネットで引越しの予約が出来る「予約サービス」の2つのサービスを提供している。

## 沿革
- 2013年（平成25年）
  - 8月 - 引越し比較事業、テレマーケティング事業、車査定・車買取サイト事業を分離し、100%子会社の株式会社引越し侍、株式会社A.T.サポート、株式会社エイチームライフスタイルを設立。
  - 10月 - 株式会社エイチームより、「引越し比較サービス事業」を事業譲渡
  - 11月 - 業界初となる引越し予約サービスを開始

- 2014年（平成26年）
  - 11月 - ピアノ引越し見積もりサービスを開始[1]
- 2015年（平成27年）
  - 1月 - ピアノ買取一括査定サービスを開始[2]
  - 12月 - 本社を大名古屋ビルヂングに移転

- 2016年（平成28年）
  - 12月 - 商号を「株式会社引越し侍」から「株式会社エイチーム引越し侍」に変更[3]

- 2018年（平成30年）
  - 8月 - 内閣官房が推進する「引越しワンストップサービス」の協力主体として選出[4]

- 2019年（平成31年）
  - 1月 - 東京オフィス開設

- 2025年（令和7年）
  - 6月2日 - ライフドット（Life.）事業を簡易吸収分割により株式会社鎌倉新書に譲渡[5]

## CM出演者
- クマムシ （2014年 - 2015年）
- 天狗 （2015年）
- 8.6秒バズーカー （2015年）
- 一ノ瀬みか（神宿）（2015年 - 2019年）
- 7学年1班（英語版）（2018年）
- 黒嵜菜々子（2023年）

## 主なサービス
- 引越し侍　引越し一括見積もり・予約サイト
- 引越し侍のピアノ運送　ピアノ運送業者の比較・一括見積もりサイト
- 引越し侍のピアノ買取　ピアノ買取の一括査定・業者比較サイト
- エアコンサポートセンター　エアコン取り付け・取り外し業者紹介サイト
- エアコンサポートセンターエアコン通販サイト
- ファインドプロ　害虫駆除など出張訪問サービスの検索・予約サイト
- インターネット回線まるわかりドットコム　インターネット回線紹介サイト